# آفة التخطي
آفة التخطي هي عبارة عن جرح أو التهاب غير واضح المعالم، «تخطي» المناطق التي هي دون أن يصاب بأذى. هو شكل نموذجي من ضرر الأمعاء في داء كرون، ولكن قد يكون أيضًا نوع الضرر الذي لحق بالنبيبات الكلوية في نخر أنبوبي حاد. نادرًا ما تكون هذه سمة مميزة للالتهاب الشرياني الصدغي.